# Grevillea johnsonii
Grevillea johnsonii és una espècie d'angiosperma de la família de les proteàcies (Proteaceae). És un arbust endèmic de Nova Gal·les del Sud a Austràlia. Se la troba sobretot a les conques dels rius Goulburn i Capertee.
Creix fins a una alçada d'entre 2 i 4,5 m. Les fulles mesuren en 10 i 25 cm de longitud i tenen lòbuls estrets que mesuren de 0,7 a 1,5 mm d'ample. És una de les grevíl·lees amb la floració més perllongada, ja que les flors apareixen entre agost i novembre (de finals d'hivern a finals de la primavera) a l'àrea de distribució natural de l'espècie. Cal destacar les vistoses flors de la Grevillea johnsonii, amb els pètals de color fúcsia i un estil del mateix color, però triplement més llarg que els pètals. Les flors es troben agrupades en disposició circular, amb els estils sobresortint, recordant les potes d'una aranya. És per això que popularment a la inflorescència de Grevillea johnsonii, i a la d'altres espècies del mateix gènere, se l'anomena flor-aranya. Quan no està florida ens pot recordar a un pi per les seves fulles pinnatisectes i la capçada globosa.
Aquesta espècie va ser formalment descrita per primer cop el 1975 per Donald McGillivray. Està estretament relacionada amb Grevillea longistyla. El nom del gènere Grevillea fou atorgat en honor de Charles Francis Greville, un dels britànics fundadors de la Reial Societat d'Horticultura, el 1804.